# Азербайджан в Первой мировой войне
Участие Азербайджана в Первой мировой войне — участие Азербайджана как исторического региона в составе Российской империи, Российской республики, Закавказской демократической федеративной республики и Российской Социалистической Федеративной Советской Республики, а также как независимого государства в Первой мировой войне.

## Азербайджан в составе Российской империи

### Торговые пути
Территория сегодняшнего Азербайджана являлась богатым регионом, имеющим большое количество стратегических ресурсов и занимающим важное стратегическое положение. На востоке Бакинская губерния имела выход к Каспийскому морю, на нём расположен крупный порт Баку. В целом, регион, играя роль моста между Европой и Азией, располагался на пересечении важных торговых путей (см. таблицу).
| Часть Азербайджана | Торговый путь | Торговый путь         | Торговый путь |
| Часть Азербайджана | 1-й пункт     | 2-й пункт             | 3-й пункт     |
| ------------------ | ------------- | --------------------- | ------------- |
| Север              | Баку          | Новороссийск          | —             |
| Север              | Баку          | Батум (ныне — Батуми) | —             |
| Юг                 | Тебриз        | Бурса                 | Стамбул       |

### Нефтегазоносный район
Регион также имел главенствующее значение в сфере энергетики для Закавказья. Например, основным источником энергии Российской империи была бакинская нефть.

### Стратегическое значение
Также этот регион имел важное стратегическое значение для многих сильных держав того времени, в том числе для Российской империи, Персии и Османской империи.
Благодаря этим факторам одной из целей некоторых участников Первой мировой войны, в том числе Германской империи, было получение контроля над Бакинским нефтегазоносным районом.
Германская империя планировала создание Тифлисского наместничества под германским протекторатом, включающего всю территорию Закавказья.

### Участие в войне

#### Поставка нефтепродуктов
Первая мировая война нанесла огромный удар по экономике региона и по благосостоянию его жителей.
В период с 1913 по 1917 год годовой спрос Российского императорского флота на топливо возрос в 80 раз (см. таблицу).
| Год       | Месяцы | Месяцы | Масса требуемых нефтепродуктов | Масса требуемых нефтепродуктов | Масса требуемых нефтепродуктов | Масса требуемых нефтепродуктов | Масса требуемых нефтепродуктов | Масса требуемых нефтепродуктов | Увеличение спроса по сравнению с 1913 годом |
| Год       | Месяцы | Месяцы | Мазут                          | Мазут                          | Другие нефтепродукты           | Другие нефтепродукты           | Всего                          | Всего                          | Увеличение спроса по сравнению с 1913 годом |
| Год       | Месяцы | Месяцы | В пудах                        | В килограммах                  | В пудах                        | В килограммах                  | В пудах                        | В килограммах                  | Увеличение спроса по сравнению с 1913 годом |
| --------- | ------ | ------ | ------------------------------ | ------------------------------ | ------------------------------ | ------------------------------ | ------------------------------ | ------------------------------ | ------------------------------------------- |
| 1913      | —      | —      | —                              | —                              | 250 000                        | 4 095 124                      | 250 000                        | 4 095 124                      | —                                           |
| 1916      | —      | —      | 18 000 000                     | 294 848 935                    | 800 000                        | 13 104 397                     | 18 800 000                     | 307 953 332                    | в 75,2 раз                                  |
| 1916/1917 | май    | май    | —                              | —                              | 20 000 000                     | 327 609 928                    | 20 000 000                     | 327 609 928                    | в 80 раз                                    |

#### Значимые генералы

##### Самед-бек Садых-бек оглы Мехмандаров
Генерал от артиллерии Самед-бек Садых-бек оглы Мехмандаров, командуя 21-й пехотной дивизией 3-го Кавказского армейского корпуса 4-й армии, особо отличился во время Лодзинской операции, сорвав планы по разгрому русских частей генерал-фельдмаршала Августа фон Макензена, командира XVII корпуса 8-й армии.
За эту победу Самед-бек Садых-бек оглы Мехмандаров был назначен командиром 2-го Кавказского армейского корпуса 1-й армии

##### Али-Ага Исмаил-Ага оглы Шихлинский
Генерал от артиллерии Али-Ага Исмаил-Ага оглы Шихлинский в первые дни войны защищал Петроград. Во время войны был назначен командующим 10-й армии.

### РольИранского Азербайджана
Для превосходства на Кавказском фронте участникам войны был необходим контроль над территориями бассейна Каспия: иранским (Южным) Азербайджаном и южным побережьем, а также над Средней Азией. Османская и Германская империи стремились склонить правительство Персии к переходу на их сторону, надеясь на поддержку турецкого населения на территории Иранского Азербайджана.

#### Превосходство Российской империи
20 ноября 1914 года Азербайджан-Ванский отряд русской армии под командованием генерал-лейтенанта Фёдора Григорьевича Чернозубова пересёк границу Персии и вошёл в город Хой. Оттуда, продвигаясь на юго-восток, эти части подошли к озеру Урмия и заняли позиции в городе Тебриз.
21 ноября 1914 года турецко-курдские военные части перешли в наступление и также вступили на территорию Иранского Азербайджана. В связи с этим, Чернозубов получил приказ отступить. В результате турецкие войска захватили несколько городов (см. таблицу).
| Дата                 | Город    |
| -------------------- | -------- |
| ? декабря 1914 года  | Сивулаг  |
| 27 декабря 1914 года | Бачгалан |
| 5 января 1915 года   | Урмия    |
| 8 января 1915 года   | Сельмас  |

Для укрепления этих позиций Османская империя направила в захваченные города дополнительные военные силы под командованием генерала Эневер-паши. Он вступил в город Урмия в марте 1915 года. Ему были поставлены противостоять 15 батальонов под командованием Чернозубова, которые одержали победу над турецкими войсками.
Для закрепления успеха и позиций уже Российской империи в октябре 1915 года туда была отправлена кавалерия под командованием генерала от кавалерии Николая Николаевича Баратова.

#### Соглашение между Османской империей и Германской империей
19 августа 1916 года между Османской империей и Германской империей было подписано соглашение о том, что военные действия в Иранском Азербайджане будет вести только Османская империя. Позже Германская империя нарушила этот договор, после Октябрьской революции 1917 года сблизившись с представителями белого движения в европейской части России и введя свои войска в Иранский Азербайджан с целью ослабить турецкие позиции.

### Тыл
Манифест об объявлении Россией войны был получен в Баку 21 июля (3 августа) 1914 года.
В Баку было объявлено военное положение. На территории Ереванской, Елизаветпольской и Бакинской губерний хлынул поток беженцев. В Баку было организовано множество лазаретов и госпиталей.
Воинская повинность на мусульманское население не распространялась. 
13 февраля 1916 года начались массовые протесты в связи с инфляцией, высоким уровнем цен. Из-за мобилизации для поддержания внутреннего порядка в г. Баку осталось войск 270 человек пехоты и 160 кавалерии. К лету 1916 года вследствие продовольственного кризиса начались массовые забастовки. 
25 июня 1916 года был издан указ о привлечении мужского инородческого населения империи для работ по устройству оборонительных сооружений. Привлечению к работам подлежало население в возрасте от 19 до 43 лет. Издание указа вызвало волнения. К 15 сентября исполнение указа было приостановлено. Всего к устройству оборонительных сооружений было привлечено 3 000 мусульман.
В начале 1917 года забастовки продолжились.

### Экономика
С началом войны черноморские порты были закрыты. Прекратился экспорт нефтепродуктов. 
Были нарушены экономические связи Азербайджана с остальной частью Российской Империи. Коммерческие грузовые перевозки по железной дороге были остановлены.
Началась инфляция. Рост цен составил от 300 до 400 % на разные категории товаров. При этом, заработные платы оставались на прежнем уровне.
Увеличился поток военных грузов. По железной дороге Баку-Тифлис ежедневно проходило 16 поездов с военным грузом. По дороге Тифлис-Александрополь - 13 поездов с военным грузом.
К 1917 году добыча нефти уменьшилпсь на 32,5 % по сравнению с 1913 годом. Нефтепереработка сократилась на 29,6 %. К сентябрю 1916 года число бездействующих скважин составило 2108. 
С 1913 по 1917 год количество буровых работ было снижено на 63,5 %. Перегонка нефти снизилась на 29,6 %.
Больше половины шелкообрабатывающих предприятий не осуществляли производство. Сократилась добыча медной руды, выплавка меди.

### Благотворительность
Советом съезда нефтепромышленников была проведена перепись семей лиц, призванных на военную службу с целью оказания материальной помощи.
По городу открывались лазареты для лечения раненых и больных с фронта. Лазареты открывались городской управой, Мусульманским благотворительным обществом, консулом Франции в Баку. На Вилла Петролеа фирмой бр. Нобель был открыт лазарет за счёт служащих и членов их семей.

## Азербайджанская Демократическая Республика в Первой мировой войне
Азербайджанская Демократическая Республика была провозглашена 28 мая 1918 года Временным национальным советом мусульман Закавказья (Национальный совет Азербайджана) в пределах преимущественно населённых мусульманами территорий бывшего Кавказского наместничества — Бакинской, Елизаветпольской губернии, а также Закатальского округа.
К тому времени АДР уже столкнулась с проникновением большевистских течений и вооружённых большевистских формирований на свою территорию, которым противостояли силы мусульманской партии «Мусават». На территорию АДР вошли войска Османской империи. Османы поддержали партию «Мусават» и выдавили формирования большевиков с территории Азербайджана. В период с мая по октябрь 1918 года на большей части территории АДР находились турецкие войска. С ноября 1918 года по август 1919 года в Баку и восточной части страны находились британские войска.
4 июня 1918 года между АДР и Турцией был заключён договор о мире и дружбе, согласно которому Турция обязывалась «оказывать помощь вооружённой силой правительству Азербайджанской Республики, если таковая потребуется для обеспечения порядка и безопасности в стране».
27 апреля 1920 года части 11-й армии РККА перешли границу АДР и 28 апреля вошли в Баку. АДР прекратила существование, и была провозглашена Азербайджанская Социалистическая Советская Республика.